# Абдувалиев, Нодиржон Рахматжонович
Нодиржон Абдувалиев Рахматжонович (род. 6 января 1987, Букинский район, Ташкентская область) — узбекский политический деятель. Депутат Законодательной палаты Олий Мажлиса Республики Узбекистан.

## Биография
Родился 6 января 1987 года в Букинском районе Ташкентской области. В 2009 году окончил Государственный институт искусств Узбекистана по специальности актёр. Начал свою деятельность в 2009 году начальником режиссёрского отдела телеканала «Тараккиёт» Андижанской области.
В 2012—2014 гг. — Сотрудник ООО «Эффект медиа».
В 2014—2015 гг. — Директор центра культуры и досуга населения «Чигатай» Букинского района Ташкентской области.
В 2015—2016 гг. — Директор центра культуры и досуга населения Букинского района Ташкентской области.
В 2016—2017 гг. — Начальник управления по делам культуры и спорта Букинского района.
В 2017—2019 гг. — Начальник отдела культуры Букинского района — Директор центра культуры и досуга населения Букинского района.
В 2018 году проходил курсы повышения квалификации в Академии государственного управления при Президенте Республики Узбекистан.
С 2019 года по 2020 работал начальником управления культуры Ташкентской области.
С 2020 года депутат Законодательной палаты Олий Мажлиса Республики Узбекистан. Является членом Комитета по вопросам экологии и охраны окружающей среды.